# Мейкън (окръг, Мисури)
Окръг Мейкън (на английски: Macon County) е окръг в щата Мисури, Съединени американски щати. Площта му е 2106 km², а населението - 15 762 души (2000). Административен център е град Мейкън.